# Torneio Hexagonal do Peru de 1959
O Torneio Hexagonal do Peru de 1959, também conhecido como Torneio Internacional de Lima, Torneio Hexagonal de Lima, e em fontes recentes (2019) como Gran Serie Suramericana Inter Clubs, foi um torneio hexagonal internacional de caráter amistoso disputado em Lima no Peru no ano de 1959 que reuniu equipes da América do Sul.

## História
O torneio é considerado por alguns sites (fontes recentes, não fontes da época) como uma espécie de "embrião" para a criação da Copa Libertadores da América, que teve sua primeira edição um ano depois.
Ao fim do torneio, o conceituado jornalista francês Gabriel Hanot, um dos idealizadores da Copa dos Campeões (atual Liga dos Campeões) europeia, escreveu para o famoso diário L'Équipe suas impressões a respeito do torneio que assistira in loco em Lima. Sobre o Flamengo, comentou que, embora os rubro-negros não estreassem com o pé direito, "fartaram-se de jogar com objetividade, animados por um estilo incontrolável. Apresentaram-se visivelmente cansados. Bastou, no entanto, que se refizessem, para transporem as dificuldades surgidas. É uma equipe possuidora de excepcional espírito de luta, desconcertante na sua agilidade física e mental", destacou Hanot.
O torneio de Lima de 1959 contou com importantíssimos clubes de diversos países sul-americanos, levando algumas fontes de anos recentes (como os sites referenciados nos parágrafos acima, do ano de 2019) a estabelecer uma ligação entre o mesmo e a Copa Libertadores, considerando o torneio de 1959 como um título sul-americano antecedente ou precursor da Copa Libertadores. Porém, as fontes originais da própria época (1959) não sustentam esta visão. A criação da Copa Libertadores da América foi anunciada em 08 de outubro de 1958, portanto antes da realização do torneio de Lima de 1959, de modo que o torneio peruano não pode ter sido uma inspiração ou "embrião" à criação da Copa Libertadores da América; conforme os jornais da época (de 09 de outubro de 1958), a inspiração para criação da Copa Libertadores da América foi a Copa dos Campeões da Europa (cuja criação por sua vez fora inspirada no torneio de 1948, conforme depoimento do criador da Copa dos Campeões da Europa, Jacques Ferran), com a Copa Libertadores tendo sua criação anunciada em 08 de outubro de 1958 como "equivalente sul-americano" da Copa dos Campeões da Europa, de maneira que os campeões europeu e sul-americano pudessem se enfrentar na Copa Intercontinental. Ademais, o torneio de Lima de 1959 não foi organizado no modelo "torneio dos campeões", o modelo que embasou o torneio de 1948 e que embasaria a criação da Copa dos Campeões da Europa em 1955 e por conseguinte a criação da Copa Libertadores da América, que em seus primeiros anos se chamou Copa dos Campeões da América (apenas um entre os participantes do torneio de Lima de 1959 era o vigente campeão de sua respectiva liga, e não há registro da própria época que o torneio de 1959 tenha sido tratado como "torneio dos campeões" à sua época). A posição do Flamengo, ao menos até 23 de agosto de 2020, era considerar o torneio de Lima entre suas conquistas amistosas, sem atribuir-lhe nenhuma conotação de título sul-americano de clubes. O Jornal dos Sports (principal periódico esportivo carioca, à época), em sua edição 9031 de 12 de fevereiro de 1959, comentava o título do Flamengo no torneio como título do clube no Hexagonal de Lima, segundo o jornal, sendo "mais um torneio internacional", sem atribuir-lhe nenhuma conotação de "Gran Serie Suramericana" ou de título de campeão sul-americano de clubes, ou seja, sem atribuir-lhe a conotação que a imprensa deu ao torneio de 1948 e que mais tarde seria dada à Copa Libertadores da América.

## Clubes participantes
| Clubes participantes    |
| ----------------------- |
| Flamengo – Brasil       |
| River Plate – Argentina |
| Peñarol – Uruguai       |
| Colo-Colo – Chile       |
| Alianza Lima – Peru     |
| Universitario – Peru    |

## Tabela
A competição foi disputada no formato "todos contra todos" em turno único.
| Cronologia dos jogos |               |       |               |
| 14/01/1959           | Universitario | 3 – 1 | Colo-Colo     |
| 17/01/1959           | Colo-Colo     | 3 – 2 | Alianza Lima  |
| 17/01/1959           | River Plate   | 2 – 1 | Peñarol       |
| 20/01/1959           | Universitario | 2 – 1 | River Plate   |
| 23/01/1959           | Alianza Lima  | 1 – 1 | River Plate   |
| 23/01/1959           | Peñarol       | 2 – 0 | Flamengo      |
| 25/01/1959           | Peñarol       | 5 – 0 | Colo-Colo     |
| 25/01/1959           | Flamengo      | 2 – 0 | Universitario |
| 28/01/1959           | Flamengo      | 4 – 2 | Colo-Colo     |
| 28/01/1959           | Alianza Lima  | 2 – 0 | Universitario |
| 31/01/1959           | River Plate   | 2 – 0 | Colo-Colo     |
| 31/01/1959           | Alianza Lima  | 1 – 1 | Peñarol       |
| 03/02/1959           | Flamengo      | 4 – 1 | River Plate   |
| 06/02/1959           | Universitario | 2 – 2 | Peñarol       |
| 06/02/1959           | Flamengo      | 4 – 3 | Alianza Lima  |

## Classificação final
| 1 | Flamengo      | 8 | 5 | 4 | 0 | 1 | 14 | 8  | +6  |
| 2 | Peñarol       | 6 | 5 | 2 | 2 | 1 | 11 | 5  | +6  |
| 3 | Universitario | 5 | 5 | 2 | 1 | 2 | 7  | 8  | -1  |
| 4 | River Plate   | 5 | 5 | 2 | 1 | 2 | 7  | 8  | -1  |
| 5 | Alianza Lima  | 4 | 5 | 1 | 2 | 2 | 9  | 9  | 0   |
| 6 | Colo-Colo     | 2 | 5 | 1 | 0 | 4 | 6  | 16 | -10 |

## Premiação
| Torneio Hexagonal do Peru de 1959 |
| --------------------------------- |
| Flamengo Campeão                  |